# Institut für Angewandte Informatik
Das Institut für Angewandte Informatik e. V. (InfAI) ist ein An-Institut an der Universität Leipzig mit dem Zweck der „Förderung von Wissenschaft und Forschung auf den Gebieten der Informatik und der Wirtschaftsinformatik“.

## Geschichte
Das Institut wurde im Jahr 2006 gegründet und ist als gemeinnütziger eingetragener Verein organisiert. Auf Grundlage von §95 des Sächsisches Hochschulgesetz hat die Universität Leipzig unter dem Rektorat von Franz Häuser das InfAI am 14. Oktober 2008 als An-Institut anerkannt.
Der Verein hat seit seiner Gründung verschiedene gewerblich tätige Tochtergesellschaften gegründet. Diese sind die InfAI Management GmbH im Jahr 2015 und die InfAI Infinity GmbH im Jahr 2022. Auch diese Gesellschaften treten mit der Abkürzung InfAI in der Öffentlichkeit auf. Als gewerblich tätige Unternehmen sind sie anders als das Institut nicht gemeinnützig tätig und auch nicht vom An-Instituts-Status umfasst.

## Expertise und Arbeitsfelder
Das InfAI erschließt die Kompetenzen von Fachwissenschaftlern in der Angewandten Informatik und bündelt Expertisen von Professoren der Informatik und Wirtschaftsinformatik im mitteldeutschen Raum. Stimmberechtigte Mitglieder des Vereins können primär Professoren der Universität Leipzig werden. Das Institut repräsentiert die meisten Gebiete der angewandten Informatik, speziell der angewandten Softwaretechnik. Schwerpunkte sind dabei betriebliche und überbetriebliche Informationssysteme, geschäftsorientierte und privatkundenorientierte Webapplikationen, Big Data, Smart Data, Semantische Technologien, Systemintegration sowie Softwaretechnik für die Dienstleistungsindustrie.
Das InfAI verfügt über ein Kooperationsnetzwerk. Herausforderungen und Chancen werden branchenübergreifend diskutiert, im Fokus stehen dabei neue Wege der Digitalisierung für die Angewandte Informatik aufzuzeigen und die Innovationsfähigkeit in dieser Branche innerhalb der Region als auch darüber hinaus zu stärken.
Die inhaltliche Bearbeitung der einzelnen Themen erfolgt im Regelfall innerhalb der verschiedenen Kompetenzzentren des InfAI. Kompetenzzentren werden üblicherweise von promovierten Wissenschaftlern mit Erfahrungen in der angewandten Forschung geleitet. Es existierten bisher verschiedene Kompetenzzentren:
- Biomedical Data Science (nicht mehr existent)
- Digitale Dienstleistungssysteme (nicht mehr existent)
- Efficient Technology Integration
- Knowledge Integration & Linked Technologies
- Smart Data Analytics (nicht mehr existent)
- Semantic Data Management (nicht mehr existent)
- Smart Energy Systems

## Bedeutung in der Forschung
Am InfAI werden verschiedene weltweit bedeutende Forschungsaktivitäten koordiniert. Dabei stellt das InfAI neben dem notwendigen rechtlichen Rahmen auch die entsprechende Fachexpertise und koordiniert die Beteiligten.
Bekannte relevante Aktivitäten umfassen:
- Die DBPedia Association zur Koordinierung der Arbeiten am DBpedia-Projekt[2]
- Die Koordination der Arbeiten der Independent JPEG Group[3]

Das InfAI arbeitete und arbeitet darüber hinaus in der Verbundforschung für das Land Sachsen, die Bundesrepublik Deutschland sowie die Europäische Union sowie in der Industrieforschung und der Beratung von Unternehmen. Seit 2017 wird das Institut von Bogdan Franczyk als Vorstandsvorsitzender geleitet.